# 須坂郵便局
須坂郵便局（すざかゆうびんきょく）は、長野県須坂市にある郵便局。民営化前の分類では集配普通郵便局であった。

## 概要
住所：〒382-8799 長野県須坂市須坂馬場町1272-10

## 沿革
- 1873年（明治6年）7月15日 - 須坂郵便取扱所として開設[1]。
- 1875年（明治8年）1月1日 - 須坂郵便局（五等）となる。
- 1881年（明治14年）4月20日 - 為替・貯金取扱を開始。
- 1890年（明治23年）3月21日 - 須坂郵便電信局となる。
- 1903年（明治36年）4月1日 - 通信官署官制の施行に伴い須坂郵便局となる。
- 1956年（昭和31年）11月1日 - 電話通話および和文電報受付事務の取扱を開始[2]。
- 1959年（昭和34年）11月 - 局舎新築落成。
- 1962年（昭和37年）10月1日 - 長野電鉄線を経由する鉄道郵便輸送（長野湯田中線）が廃止[3]。専用自動車に転換。
- 1984年（昭和59年）11月1日 - 旭ヶ丘簡易郵便局の廃止に伴い、取扱事務を承継。
- 1998年（平成10年）9月1日 - 外国通貨の両替および旅行小切手の売買に関する業務取扱を開始。
- 2007年（平成19年）10月1日 - 民営化に伴い、併設された郵便事業須坂支店に一部業務を移管。
- 2012年（平成24年）10月1日 - 日本郵便株式会社発足に伴い、郵便事業須坂支店を須坂郵便局に統合。
- 2015年（平成27年）10月5日 - 小布施郵便局から集配業務を移管。

## 取扱内容
- 郵便、印紙、ゆうパック、内容証明
- 貯金、為替、振替、振込、国際送金、国債、投資信託
- 生命保険、バイク自賠責保険、自動車保険、がん保険、引受条件緩和型医療保険
- ゆうちょ銀行ATM
- 「382-00xx」「382-09xx」（須坂市＝仁礼の一部を除く）、「382-08xx」区域（上高井郡高山村の全域）、「381-02xx」区域（上高井郡小布施町の全域）の集配業務
- ゆうゆう窓口

## 周辺
- 須坂駅
- 須坂市役所
- 長野県須坂創成高等学校
- 須坂クラシック美術館
- 国道403号

## アクセス
- 長野電鉄長野線 須坂駅から東へ200m（徒歩約5分）
- 須坂市循環バス ハイランド停留所下車
- 上信越自動車道 須坂長野東ICから北東へ約4km
- 駐車場あり：45台